# IC 3091
IC 3091 ist eine Spiralgalaxie vom Hubble-Typ Sa im Sternbild Coma Berenices am Nordsternhimmel. Sie ist schätzungsweise 341 Millionen Lichtjahre von der Milchstraße entfernt und hat einen Durchmesser von etwa 130.000 Lj. Unter der Katalogbezeichnung VCC 193 wird sie als Mitglied des Virgo-Galaxienhaufens aufgeführt, ist jedoch dafür zu weit entfernt. 

Im selben Himmelsareal befinden sich u. a. die Galaxien NGC 4208, NGC 4212, IC 3080, IC 3093.
Das Objekt wurde am 7. Mai 1904 von Royal Harwood Frost entdeckt.